# Neji Hyuga
Neji Hyuga (日向 ネジ, Hyuuga Neji) er en figur fra manga- og animeserien Naruto.
Neji var et vidunderbarn fra Hyuga klanen og medlem af Team Gai, hvor Gai sensei var holdkaptajn for Neji, Tenten og Rock Lee. På Ninja akademiet var han en af de mest populære elever, i hård konkurrence med Sasuke Uchiha.
Neji viste første gang sit naturtalent med sin "gentle fist" stil – en kampstil, hvor han kunne stoppe sin modstanders chakra, så vedkommende ikke kan lave ninjutsu'er. Derudover brugte han klanens doujutsu (øjeteknik), Byakugan, der gør brugeren i stand til at se modstanderens chakra åre og 360o omkring sig i en radius af 50 meter. Han prøvede konstant at lukke det blinde område, der sidder i nakken, når han brugte Byakugan og derved forøge sin synsradius.
Neji's talent var enormt, selvom han var af barn af klanens "slave hus", der kun skal tjene "hoved huset". Forholdet mellem "slave huset" og "hoved huset" er derfor ikke godt, og alle fra "slave huset" har en forbandelses-jutsu på sig, som kan forvolde dem  stor smerte, hvis "hoved huset" ønsker det. 
Derfor brugte Neji enhver chance for at angribe "hoved husets" datter, Hinata Hyuga, både verbalt og psykisk.
Neji troede på fantalistisk filosofi; at ens skæbne er forseglet og en svag person altid vil være svag. Men da Naruto, som mener folk kan ændre sig, vandt over Neji i kamp, kastede Neji filosofien fra sig og satte sig selv det mål at han "aldrig ville tabe i kamp". Han prøvede også at bløde forholdet mellem "slave huset" og "hoved huset" op, hvilket resulterede i, at lederen af "hoved huset", hans fars tvillingebror, begyndte at træne ham. Hans forhold til hans kusine Hinata Hyuga synes ligeledes at forbedres i løbet af Shippūden, hvor han af og til ses agere overbeskyttende overfor Hinata. Dette ses særligt i anime-udgaven samt i spin-off serien Rock Lee & His Ninja Pals.

I kapitel 614 af mangaen dør Neji da han ofrer sig for Hinata og Naruto under den fjerde Shinobi-verdenskrig. Naruto når at råbe efter en læge, men Neji fortæller ham, at det allerede er for sent. Både Naruto og Hinata er forfærdede og knuste, og da Naruto spørger hvorfor Neji, geniet fra Hyūga klanen, valgte at ofre sig for ham, husker Neji tilbage på deres kamp under Chūnin Examen og forklarer Naruto, at det var fordi der var nogen, der kaldte ham et geni. Endelig forstår Neji også hvorfor hans far i sin tid valgte at ofre sig for sin klan, da hans kæres liv afhang af det. Da han dør, løftes forbandelsen fra hans pande, og hans Byakugan forsejles. 